# Osei Tutu I.
Osei Tutu I., eigentlich Otumfoe Osei Nana Kofi Tutu I., (* 16??; † 1717) war der Gründer des Königreichs der Aschanti im heutigen Ghana.
Als Nachfolger seines Onkels mütterlicherseits, Obiri Yeboah wurde Osei Tutu erst Kumasihene, also Herrscher der Stadt Kumasi, und 1695 der erste Asantehene, also Herrscher der Aschanti.

## Lebensgeschichte und Legenden bis zur Krönung
Nach der Legende war Osei Tutus Mutter lange kinderlos geblieben, bis sie durch die Hilfe eines Priesters der Akwamu, mit Namen Tutu Alban, doch schwanger wurde. Als Dank erhielt der Sohn Osei Kofi zusätzlich den Namen Tutu.
Als Jugendlicher wurde Osei Kofi Tutu an den Hof des Königs der Denkyra geschickt, denen die Aschanti zu der Zeit als Vasallen tributpflichtig waren. Dort verliebte er sich in eine Schwester des Königs, schwängerte sie und musste zu den Akwamu im Südwesten des heutigen Ghana fliehen. Hier freundete er sich mit einem Priester namens Okomfo Anokye an, der ihm ein Leben lang als Freund, Berater und spiritueller Unterstützer verbunden bleiben sollte. Beide kehrten nach Kumasi zurück und als Kumasihene begann Osei Tutu mithilfe von Feuerwaffen, die er von Europäern erworben hatte, sein Reich auf die umliegenden Stadtstaaten der Aschanti auszudehnen.

## Krönung zum Asantehene und Kooperation mit Okomfo Anokye
1695 (nach anderen Quellen 1701) wurde Osei Tutu zum Asantehene gekrönt. Der erwähnte Okomfo Anokye spielte dabei eine zentrale Rolle. Okomfo Anokye beanspruchte, von Nyame, dem Hochgott der Akan, den Auftrag erhalten zu haben, aus den Aschanti ein mächtiges Volk zu machen. Um diese Nachricht zu verbreiten, berief Osei Tutu eine Versammlung ein, auf der Okomfo Anokye vor aller Augen einen teilweise mit Gold bedeckten, hölzernen Stuhl vom Himmel herabrief, der sich dann auf Osei Tutus Knien niederließ. Okomfo Anokye verkündete, dass dieser Stuhl "Asikadwa" den Geist oder die Seele des ganzen Aschantivolkes enthielte. Dieser Gründungsmythos spielte zukünftig und bis heute eine zentrale und in seiner Wirkung sehr reale Rolle bei der Erhaltung der Einheit der Aschanti.

## Krieg gegen die Denkyra
Osei Tutu führte eine effektive Militärreform durch, deren Grundlagen er wohl bei den Akwamu abgeschaut hatte. 1699–1701 führte er Krieg gegen die bis dahin übermächtigen Denkyra und besiegte sie. Die bedeutendste Beute bei diesem Krieg war der Pachtvertrag, der ursprünglich von den Niederländern mit den Kommenda für das Fort von Elmina abgeschlossen worden war. So wie die Denkyra die Rechte für den Handel mit den europäischen Besitzern dieses Forts von den Kommenda erobert hatten, waren die Rechte nun bei den Aschanti. Damit hatten diese einen direkten Zugang zum Handel mit den Europäern, also auch zu Feuerwaffen. Osei Tutu unterwarf weite Teile des Reiches der Denkyra und führte einen blutigen Krieg gegen deren mächtigste Verbündete, die Akim, ohne sie allerdings endgültig unterwerfen zu können. Nach der mündlichen Tradition der Aschanti gelang ihm die Unterwerfung der Akim in einem zweiten Krieg ab 1719 und er starb erst 1731. Neuere Forschungen besagen jedoch, dass er gegen 1717 starb und der zweite Krieg gegen die Akim von seinem Nachfolger geführt wurde.
Osei Kofi Tutu I. hatte militärisch und im Verein mit Okomfo Anokye auch spirituell die Grundlagen für das 200-jährige Reich der Aschanti gelegt.